# Hornsättra tegelbruk

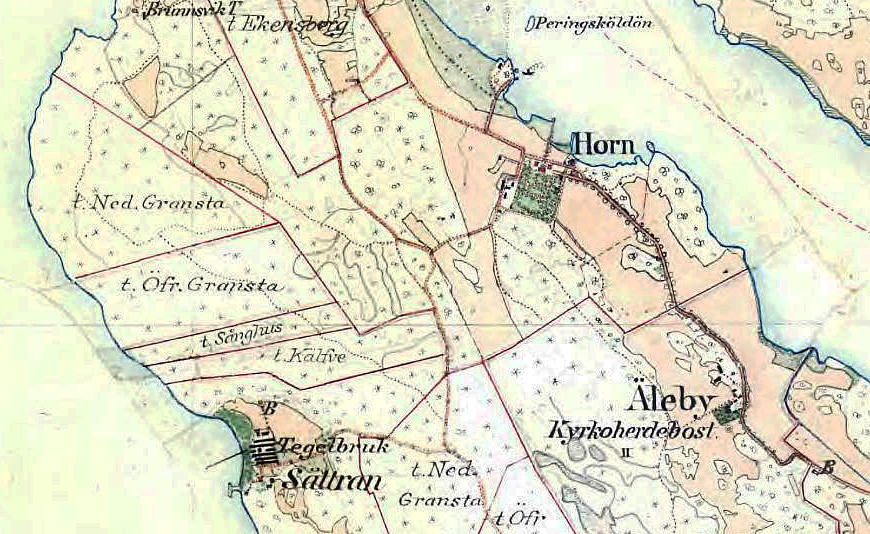
Tegelbruket på Häradsekonomiska kartan från slutet av 1880-talet.

Hornsättra tegelbruk (även stavat Hornsätra) var ett tegelbruk beläget vid Mälaren på västra sidan av Enhörnalandet i nuvarande Södertälje kommun. Bruket lades ner 1918.

## Bakgrund
På halvön Enhörna låg ett tiotal dokumenterade tegelbruk som har varit i drift från medeltiden ända fram till 1979 då Sundsörs tegelbruk lade ner sin produktion. Brukens blomstringstid rådde från mitten av 1800-talet och en bit in på 1900-talet när efterfrågan av murtegel var som störst i det växande Stockholm. Tegelbruken var knutna till några gårdar som på så vis kunde förbättra sin inkomst.

## Bruket

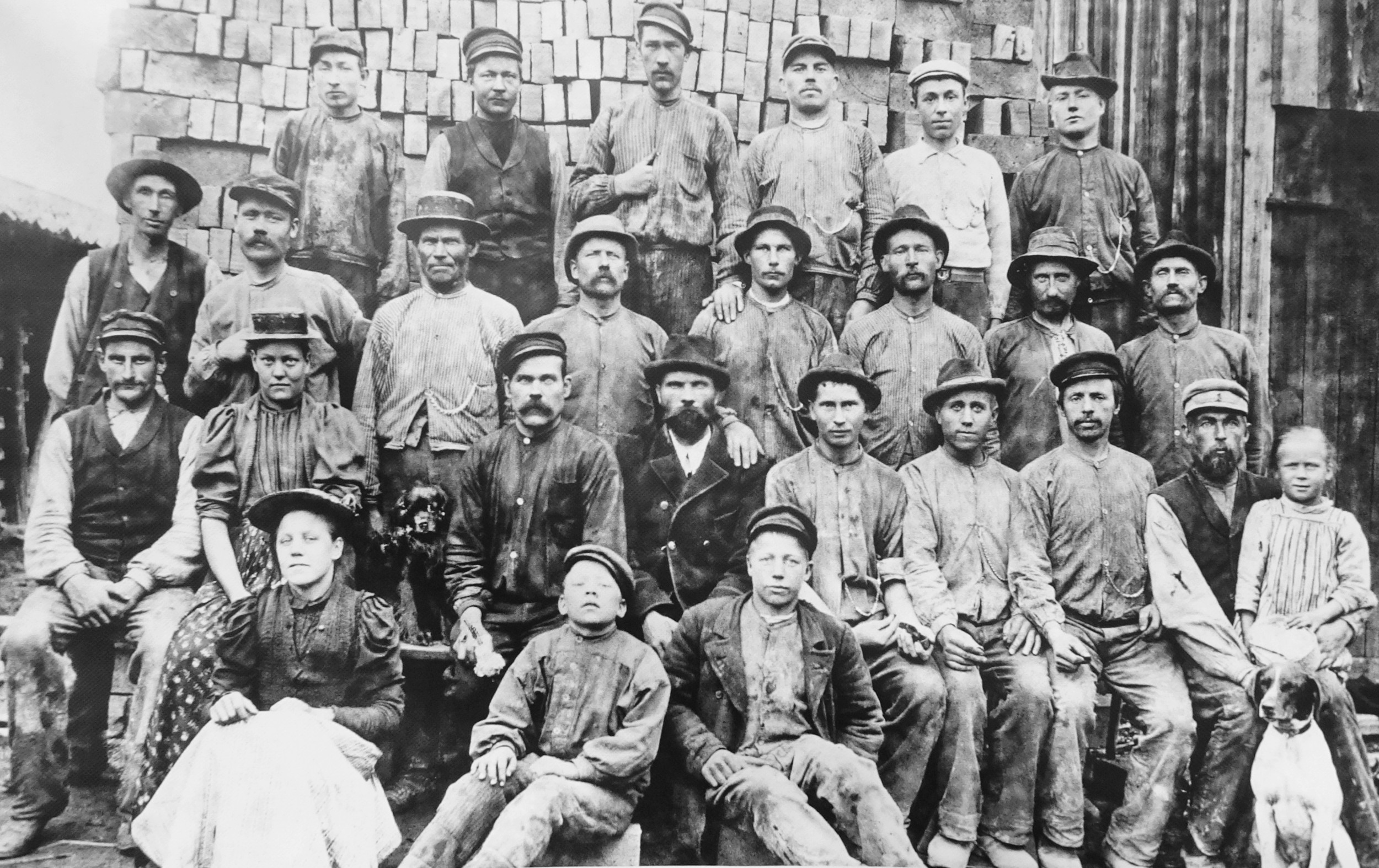
Arbetare vid tegelbruket omkring 1902.

Hornsättra tegelbruk anlades på sena 1800-talet och hörde till Horns säteri. Det var ett ångtegelbruk där maskinutrustningen drevs av en ångmaskin med 80 hk. Anläggningen med sina tegellador och bryggan syns på Häradsekonomiska kartan från slutet av 1880-talet. Hornsättra var ett av de större tegelbruken i Mälardalen och hade normalt en produktion på cirka en miljon murtegel om året. 
År 1902 tillverkades dock betydligt mindre, nämligen bara 300 000 murtegel och 50 000 rörtegel. Tegelproduktion var beroende av många faktorer, bland annat konjunkturen och även vädret. Andra bruk på Enhörnalandet hade dock normal årproduktion 1902 och varför just Hornsättra hade ett dåligt år är okänd. Av ett samtida fotografi framgår att även kvinnor och barn arbetade vid bruket. I början av 1900-talet tillverkades ett modernt specialtegel av amerikanskt mönster och bruket arrenderades då av AB Mälardalens tegelbruk. Anläggningen lades ned 1918. Anledningen var brist på lera.

## Se även

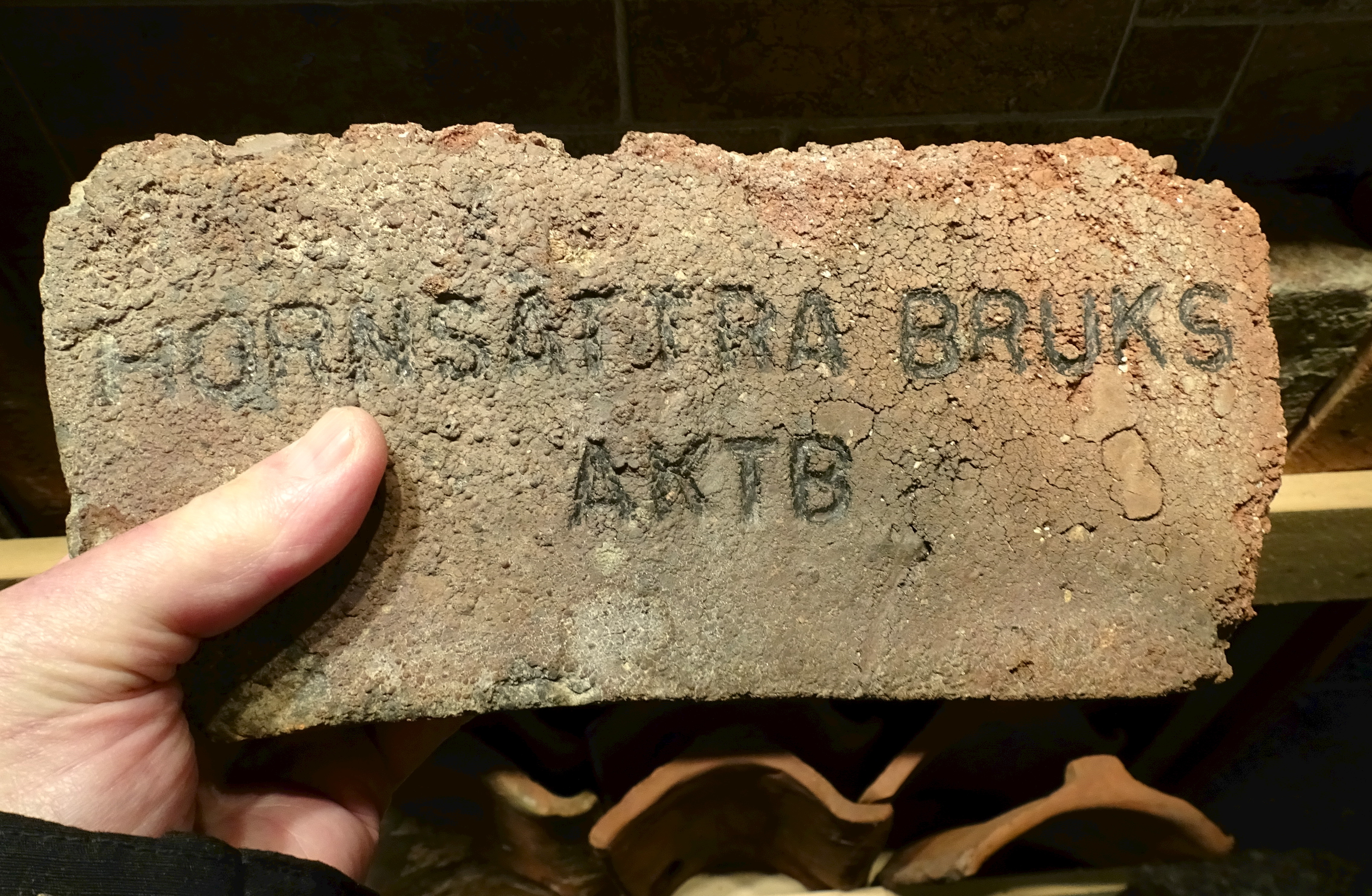
En murtegel från Hornsättra.